# Centro comercial El Edén
El centro comercial El Edén es un centro comercial ubicado en la localidad de Kennedy al occidente de Bogotá, actualmente solo opera en una primera etapa. Será el centro comercial más grande de Colombia y el segundo de América Latina después del Leste Aricanduva, en São Paulo al completar su segunda etapa. El proyecto fue realizado por la Organización Luis Carlos Sarmiento en asociación con la firma Construcciones Planificadas.

## Historia
El lote donde se construyó la primera etapa del centro comercial era propiedad de la constructora desde hace más de 15 años. El terreno se ideó como un complemento para la urbanización de viviendas llamada Ciudad Alsacia, que desarrolló años atrás la misma compañía constructora. El lugar de 80 000 m² es atravesado por el canal del río Fucha lo que obligó a la compañía desarrolladora a tramitar un plan de implantación, el cual fue aprobado por la Secretaría Distrital de Planeación de Bogotá. Con la aprobación lista, en agosto de 2016 se inició la construcción del mismo.
En octubre de 2018, durante la construcción del centro comercial se presentó un importante incendio en el sótano de uno de los edificios que conforman la estructura. Las autoridades locales indicaron que el foco del incendio se presentó en unas láminas de poliestireno expandido propias de las actividades de la obra.

## Arquitectura
El centro comercial tiene 357 locales distribuidos en tres niveles, cuenta con ocho locales ancla, siete semianclas, 9 salas de cines bajo la marca Viziona Cines. Tiene un Alkosto, también cuenta con un local para juegos, plazoleta de comidas rápidas y zona de restaurantes de mantel, ambas con jardines y terrazas. Tiene 30 000 m² entre plazas, recorridos y espacios libres para la circulación peatonal. Además cuenta con un sótano y un semisótano con zonas de parqueo para cerca de 4000 vehículos con señalización y direccionamiento electrónico inteligente.
La construcción del centro comercial se encargó de la recuperación paisajística de la zona verde de los alrededores del canal del río Fucha que atraviesa el proyecto, con jardines, ciclorrutas, senderos peatonales y alamedas. La obra contó con la precertificación estadounidense LEED en la categoría plata, por cumplir los criterios y estrategias sostenibles. Tiene un recorrido lineal que conecta las plazas y permite a los visitantes tener total visibilidad de los locales comerciales, a través de una plataforma de integración comercial que facilita el desplazamiento con pasillos móviles sobre el canal del río Fucha.

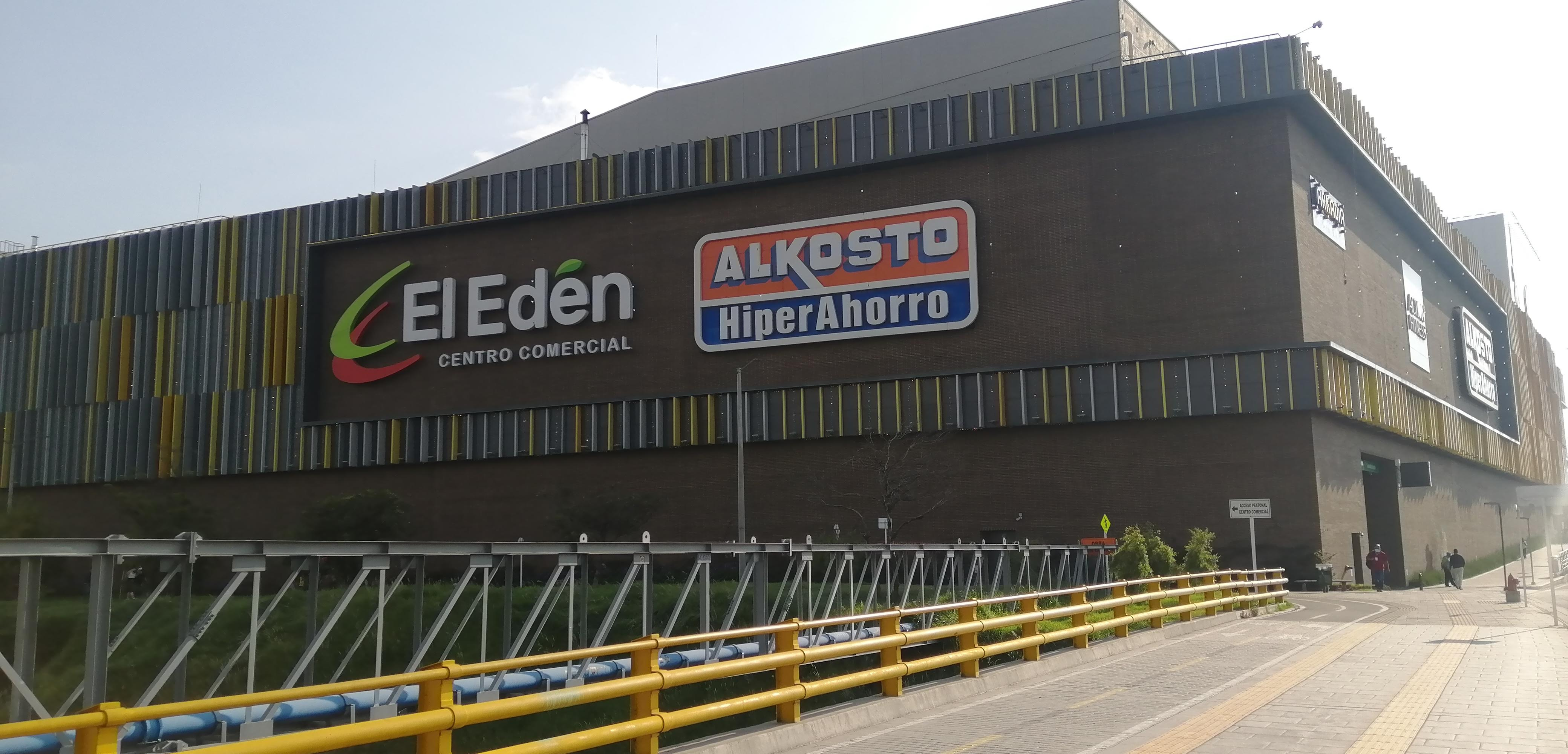
Vista del centro comercial desde el costado norte sobre el río Fucha.

Cada una de las plazoletas en las que se divide el establecimiento tiene por nombre el de alguna piedra preciosa, y cuenta con los colores representativos de dichas piedras preciosas:
- Plaza Ámbar
- Plaza Diamante
- Plaza Esmeralda
- Plaza Rubí
- Plaza Topacio
- Plaza Zafiro